# Erik Norberg
Erik Norberg (30. september 1883 – 19. februar 1954) var en svensk gymnast som deltog i OL 1908 i London.
Norberg blev olympisk mester i gymnastik under OL 1908 i London. Han var med på det svenske hold som vandt holdkonkurrencen i multikamp.